# Carl Wilhelm Leske
Carl Wilhelm Leske (geboren am 3. März 1784 in Leipzig; gestorben am 13. November 1837 in Darmstadt) war ein deutscher Verleger und Buchhändler.

## Leben
Carl Wilhelm Leske war der Sohn von Nathanael Gottfried Leske und von Eleonora Sophia Maria Leske, geborene Müller (* 1757) und seit 1799 Stiefsohn von Friedrich Creuzer.
1798 begann er eine Lehre als Buchhändler in Gießen bei Georg Wilhelm Friedrich Heyer Gießen. 1798 gründete Heyer eine Buchhandlung in Darmstadt. 1806 wurde Leske Teilhaber des Geschäfts in Darmstadt und 1811 der Firma „Heyer & Leske“, die 1820 wieder getrennt wurde. Leske gründete 1807 zusätzlich den „Verlag Carl Wilhelm Leske“ in Darmstadt und 1823 noch eine eigene Druckerei. Dort führte er auch die Zinkografie ein.
1805 heiratete Leske Bernhardine Christiana Charlotte Amelung (1785–1851), Tochter des Oberpfarrers Gotthelf Hieronymus Amelung. Aus dieser Ehe ging der Sohn Carl Friedrich Julius Leske hervor.
Ab 1822 verlegte er die Allgemeine Kirchen-Zeitung, zugleich ein Archiv für die neueste Geschichte und Statistik der christlichen Kirche, und ab 1824 die Allgemeine Schulzeitung, die u. a. Ernst Zimmermann herausgab. Leske ließ sich auch mit dieser Zeitschrift in der Hand porträtieren. Von 1826 bis 1859 verlegte er die Allgemeine Militär-Zeitung.
1832 übergab er das Sortimentgeschäft an seinen Schwiegersohn Ludwig Pabst. Ein anderer Schwiegersohn, der Buchdrucker und Verleger Karl Preller (1802–1877), war eng mit sozialrevolutionären Bestrebungen im Großherzogtum Hessen verbunden. In Prellers Druckerei in Offenbach wurde im Juli 1834 illegal Georg Büchners Hessischer Landbote gedruckt. Ein Enkel von Carl Wilhelm Leske war der Landschaftsmaler Julius Preller. Leske war auch 1832 Mitbegründer des Musikvereins in Darmstadt.
Am 13. November 1837 starb er in Darmstadt nach zwei Schlaganfällen. Der „großherzoglicher Hofbuchhändler“ Leske wurde am 16. November beerdigt. Die Traueransprache hielt Karl Zimmermann.
Seine Frau führte Verlag und Druckerei weiter, bis der minderjährige Sohn 1843 den Verlag faktisch leiten konnte.

## Bücher des Verlages Heyer & Leske sowie des Verlages Carl Wilhelm Leske (1820 bis 1837) (Auswahl)
- Rheinisches Taschenbuch für das Jahr 1820. Heyer & Leske, Darmstadt 1820.
- Friedrich Creuzer: Symbolik und Mythologie der alten Völker, besonders der Griechen. 2. Theil. 2., völlig umgearb. Ausgabe. Heyer und Leske. Leipzig und Darmstadt 1820. BSB München
- Verhandlungen der Zweiten Kammer der Landstände des Großherzogthums Hessen. Protokolle. Carl Wilhelm Leske, Darmstadt 1820. BSB München
- Heinrich Wilhelm Eberhard: Catalonien in malerischer, architectonischer und antiquarischer Beziehung. Carl Wilhelm Leske, Leipzig und Darmstadt 1820.
- Schreib- und Geschäfts-Kalender für das Jahr … (1821 bis 1867). Carl Wilhelm Leske, Darmstadt Deutsche Nationalbibliothek
- Johann Philipp Dieffenbach: Versuch einer Geschichte der Residenz-Stadt Darmstadt. C. W. Leske, Darmstadt 1821. ULB Münster
- A. L. Grimm: Vorzeit und Gegenwart an der Bergstrasse, dem Neckar und im Odenwald: Erinnerungsblaetter für Freunde dieser Gegenden mit 35 Kupfertafeln. Verlag von C.W. Leske, Darmstadt 1822. (Digitalisat)
- Friedrich Creuzer, Franz Joseph Mone: Symbolik und Mythologie der alten Völker. 6. Theil. Geschichte des nordischen Volkes. Carl Wilhelm Leske, Leipzig/Darmstadt 1823. BSB
- Karl Theobald: Besteht der Artikel 14 der Großherzoglich Hessischen Verordnung vom 22. März 1820, wie die Wahlen zur Kammer der Abgeordneten erfolgen sollen, fort? C. W. Leske, Darmstadt 1823.
- Friedrich Gottlieb Welcker: Die Aeschylische Trilogie. Prometheus und die Kabirenweihe zu Lemnos nebst Winken über die Trilogie des Aeschylus überhaupt. Prometheus und die Kabirenweihe zu Lemnos nebst Winken über die Trilogie des Aeschylus überhaupt. C. W. Leske, Darmstadt 1824. MDZ
- Denkwürdigkeiten von Joseph Fouché, Herzog von Otranto, ehemaligem Polizeiminister in Frankreich. C. W. Lreske, Darmstadt 1825.
- Gaspard Gourgaud: Napoleon und die große Armee in Russland. Zugleich eine kritische Beleuchtung und Berichtigung des Werks des. Herrn Grafen Ph. v. Segur. C. W. Leske, Darmstadt 1825.
- Die Alterthümer zu Athen gemessen und gezeichnet von J. Stuart und N. Revett. 2. Theil. Carl Wilhelm Leske, Leipzig und Darmstadt 1826. TU Berlin
- Ernst Zimmermann (Hrsg.): Predigten über Sämmtliche Sonn- und Festtags-Evangelien des Jahres. 2. Auflage. Karl Wilhelm Leske, Darmstadt 1827. Archive.org
- Georg Leopold von Zangen: Die Verfassungs-Gesetze deutscher Staaten in systematischer Zusammenstellung: ein Handbuch für Geschäftsmänner. 1. Theil. Carl Wilhelm Leske, Darmstadt und Leipzig 1828. BSB
- Karl Tenne: Kurtze Beschreibung eines Planimeters oder allgemeinen Inhaltsmessers, zum Gebrauch bey Landesvermessung und für praktische Geometer. Erfunden und herausgegeben von K. Tenne. C. W. Leske, Darmstadt 1825.
- Juan Sempere y Guarinos: Betrachtungen über die Ursachen der Größe und des Verfalls der spanischen Monarchie. 2 Bände. C. W. Leske, Darmstadt 1829.
- Carl Heinrich Edmund von Berg: Anleitung zum Verkohlen des Holzes. Ein Handbuch für Forstmänner, Hüttenbeamte, Technologen und Cameralisten. Karl Wilhelm Leske, Darmstadt 1830.
- Georg Moller: Ueber die altdeutsche Baukunst als erläuternder Text zu seinen Denkmälern der deutschen Baukunst. 2. Auf. Carl Wilhelm Leske, Leipzig/Darmstadt 1831. MDZ
- Das constitutionelle Teutschland. Ein Wort der Zeit an das teutsche Volk, zur Abwehr fremden Uebermuths von einem südteutschen Constitutionellen. Carl Wilhelm. Leske, Darmstadt 1831. BSB
- Gustav Suckow: Die Chemischen Wirkungen des Lichtes dargestellt und erläutert. Carl Wilhelm Leske, Darmstadt 1832.
- Johann Müller: Erklärung der isochromatischen Kurven, welche einaxige, parallel mit der Axe geschnittene, Kristalle in homogenem polarisirtem Lichte zeigen. Carl Wilhelm Leske, Darmstadt 1833. Archive.org
- Hector Rößler: Atlas zur technischen Beschreibung der Eisenbahn von Nürnberg nach Fürth mit specieller Nachweisung der Anlage- und Unterhaltungskosten. Carl Wilhelm Leske, Darmstadt 1837. BSB